# Gaby Kiki
Gaby Kiki (sinh 15 tháng 2 năm 1995) là một cầu thủ bóng đá Cameroon. Tính đến năm 2017, anh thi đấu cho Dnepr Mogilev.